# Ampithoe helleri
Ampithoe helleri är en kräftdjursart som beskrevs av G. Karaman 1975. Ampithoe helleri ingår i släktet Ampithoe och familjen Ampithoidae. Inga underarter finns listade i Catalogue of Life.